# Лопатин, Пётр Григорьевич
Пётр Григорьевич Лопатин (партизанский псевдоним «Дядя Коля»; 5 января 1907 — 9 июля 1974) — командир партизанской бригады, действовавшей в Минской области Беларуси во время Великой Отечественной войны, капитан. Герой Советского Союза (1944).

## Биография
Родился 5 января 1907 года в селе Излегоще ныне Усманского района Липецкой области в крестьянской семье. Русский. Член ВКП(б)/КПСС с 1947 года. Окончил неполную среднюю школу. Работал в сельском хозяйстве.
В Красной Армии служил в 1929—1934 годах. В 1934—1935 годах служил в органах Народного комиссариата внутренних дел (НКВД) СССР.
С 1936 года П. Г. Лопатин — проводник вагонов станции Минск.
С началом Великой Отечественной войны в июне 1941 года вторично призван в Красную Армию, назначен командиром отделения в специальной разведывательно-диверсионной службе Отдельной мотострелковой дивизии особого назначения имени Ф. Э. Дзержинского в Москве. Участвовал в битве за Москву, выполняя диверсионные задачи в тылу противника.
С августа 1942 года Лопатин П. Г. командир партизанской бригады «Дяди Коли», действовавшей в Минской области оккупированной Белорусской ССР.
Капитан Пётр Лопатин проводил операции на участках «Минск — Орша», «Минск — Молодечно» и шоссе «Минск — Борисов». Партизаны «Дяди Коли» подорвали пять железнодорожных мостов.
Указом Президиума Верховного Совета СССР от 15 августа 1944 года за образцовое выполнение заданий командования в тылу врага и проявленные мужество и героизм в боях с немецко-фашистскими захватчиками капитану Лопатину Петру Григорьевичу присвоено звание Героя Советского Союза с вручением ордена Ленина и медали «Золотая Звезда» (№ 3981).
После изгнания оккупантов из Белоруссии, отважный партизанский комбриг с 1944 года работал заместителем председателя Борисовского горисполкома. В 1955—1962 годах — на хозяйственной работе. Жил в городе Борисове Минской области. Скончался 9 июля 1974 года. Похоронен в деревне Будёничи Борисовского района Минской области Беларуси.

## Награды и звания
- Медаль «Золотая Звезда» Героя Советского Союза
- Два ордена Ленина
- Орден Красной Звезды
- Медали

## Память
- Имя Героя носит улица в городе Борисове.
- Именем П. Г. Лопатина названа Ганцевичская средняя школа Борисовского района Минской области Беларуси (д.Ганцевичи Борисовский район)[1]. Одна из экспозиций в школьном музее посвящена П. Г. Лопатину. На здании школы размещена мемориальная доска в честь Героя.
- В школе № 2 города Борисова открыт музей Героя Советского Союза П. Г. Лопатина.
- Именем Героя названа улица в дер. Копище Минского района.
- Памятная доска в честь П. Г. Лопатина на жилом доме № 1 по улице Лопатина в Копище Минского района.

Надпись на памятной доске: "Улица названа именем Героя Советского Союза, чекиста Лопатина Петра Григорьевича 1907 - 1974 гг.. Возглавляемая им бригада "Дядя Коли" из числа партизанских отрядов и спецгрупп органов государственной безопасности сражалась против немецко-фашистских оккупантов в годы Великой Отечественной войны".
- Мурал на доме в честь Героя Советского Союза П. Г. Лопатина на одном из жилых домов по улице Лопатина в Копище Минского района (2024)[2].